# 武藏传II 剑圣
《武藏传II 剑圣》（英文版译名“武藏传：武士传说”）是史克威尔艾尼克斯开发，并于2005年在索尼PlayStation 2发行的第三人称动作游戏。游戏和前作《勇敢的剑士 武藏传》非常相似，并融入了3D环境即时战斗，同时采用野村哲也的角色设计。
游戏在北美、日本和欧洲发售。意外的是，游戏事实上以印有OFLC“父母监护”（PG）分级发行，却没有在澳大利亚PlayStation网站和OFLC提到。
《武藏传II》的玩法几乎完全由玩家面对敌人和各种障碍物的动作模式。

## 音乐
《武藏传II 剑圣》的音乐由主要由滨涡正志和仲野顺也谱曲，少量曲目由Wavelink Zeal的岩井由紀和岩井隆之贡献。日本冲浪乐队Surf Coasters提供主题曲《武士来袭》。
原声《武藏传II 剑圣原声音乐》于2005年7月21日发行 。Surf Coasters另发行了一张收录完整版开场曲的专辑。

## 评价
《武藏传II 剑圣》在日本销售首周推算售出5.8万套。到2005年8月31日时在日本售出8万套。
媒体评价褒贬两极，在Metacritic和GameRankings上的分数分别是64/100和65%。